# Puchar Świata w biegach narciarskich 2013/2014 – Oslo
Jedenaste zawody Pucharu Świata w biegach narciarskich w sezonie 2013/2014 odbyły się w norweskim Oslo. Zawodnicy rywalizowali 8 i 9 marca 2014 roku w biegach dystansowych stylem klasycznym (30 dla kobiet i 50 km dla mężczyzn).

## Program zawodów
| Dzień   | Konkurencja                   | Początek  | Liczba uczestników |
| ------- | ----------------------------- | --------- | ------------------ |
| 8 marca | 50 km st. klasycznym mężczyzn | 12:00 CET | 72                 |
| 9 marca | 30 km st. klasycznym kobiet   | 12:00 CET | 59                 |

## Wyniki

### 30 km kobiet
| Pozycja | Zawodniczka            | Reprezentacja | Wynik     | Strata   |
| ------- | ---------------------- | ------------- | --------- | -------- |
| złoto   | Marit Bjørgen          | Norwegia      | 1:20:55,7 | –        |
| srebro  | Therese Johaug         | Norwegia      | 1:22:36,9 | +1:41,2  |
| brąz    | Kerttu Niskanen        | Finlandia     | 1:23:21,5 | +2:25,8  |
| 4.      | Charlotte Kalla        | Szwecja       | 1:23:34,7 | +2:39,0  |
| 5.      | Aino-Kaisa Saarinen    | Finlandia     | 1:23:58,8 | +3:03,1  |
| 6.      | Emma Wikén             | Szwecja       | 1:24:02,5 | +3:06,8  |
| 7.      | Eva Vrabcova-Nývtová   | Czechy        | 1:24:14,0 | +3:18,3  |
| 8.      | Kristin Størmer Steira | Norwegia      | 1:24:19,6 | +3:23,9  |
| 9.      | Sofia Bleckur          | Szwecja       | 1:25:19,7 | +4:24,0  |
| 10.     | Krista Lähteenmäki     | Finlandia     | 1:25:21,6 | +4:25,9  |
| ...     |                        |               |           |          |
| 38.     | Kornelia Kubińska      | Polska        | 1:31:03,6 | +10:07,9 |

### 50 km mężczyzn
| Pozycja | Zawodnik               | Reprezentacja | Wynik     | Strata  |
| ------- | ---------------------- | ------------- | --------- | ------- |
| złoto   | Daniel Richardsson     | Szwecja       | 2:07:29,5 | –       |
| srebro  | Martin Johnsrud Sundby | Norwegia      | 2:07:37,7 | +8,2    |
| brąz    | Aleksandr Legkow       | Rosja         | 2:07:44,0 | +14,5   |
| 4.      | Iivo Niskanen          | Finlandia     | 2:08:51,8 | +1:22,3 |
| 5.      | Lars Nelson            | Szwecja       | 2:09:21,8 | +1:55,3 |
| 6.      | Eldar Rønning          | Norwegia      | 2:09:22,7 | +1:56,2 |
| 7.      | Dmitrij Japarow        | Rosja         | 2:09:43,6 | +2:14,1 |
| 8.      | Lukáš Bauer            | Czechy        | 2:09:49,5 | +2:20,0 |
| 9.      | Stanisław Wołżencew    | Rosja         | 2:10:00,8 | +2:31,3 |
| 10.     | Simen Østensen         | Norwegia      | 2:10:42,1 | +3:12,6 |